# Venngarns slott

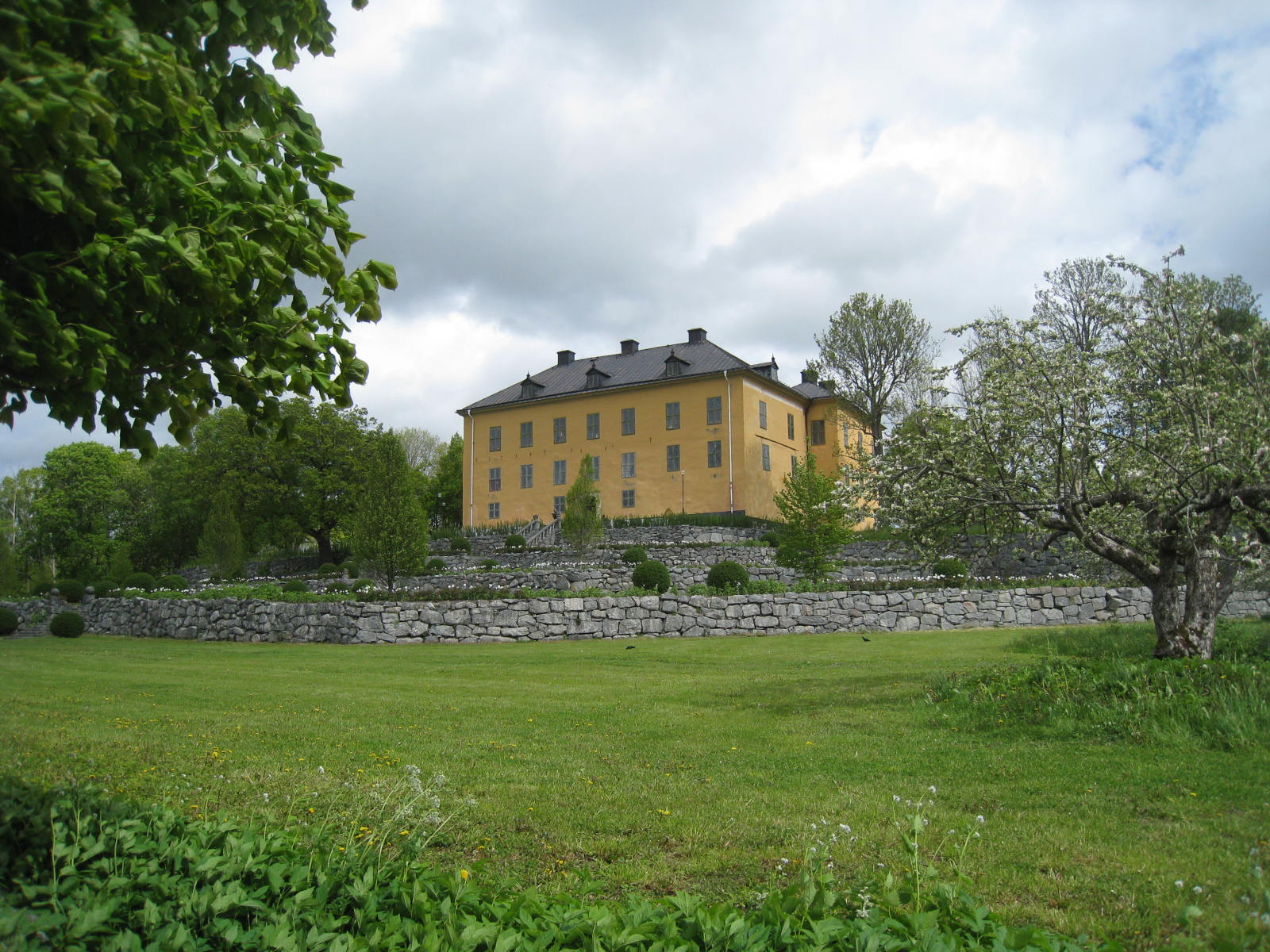
Venngarns slott från söder. Foto 2015.

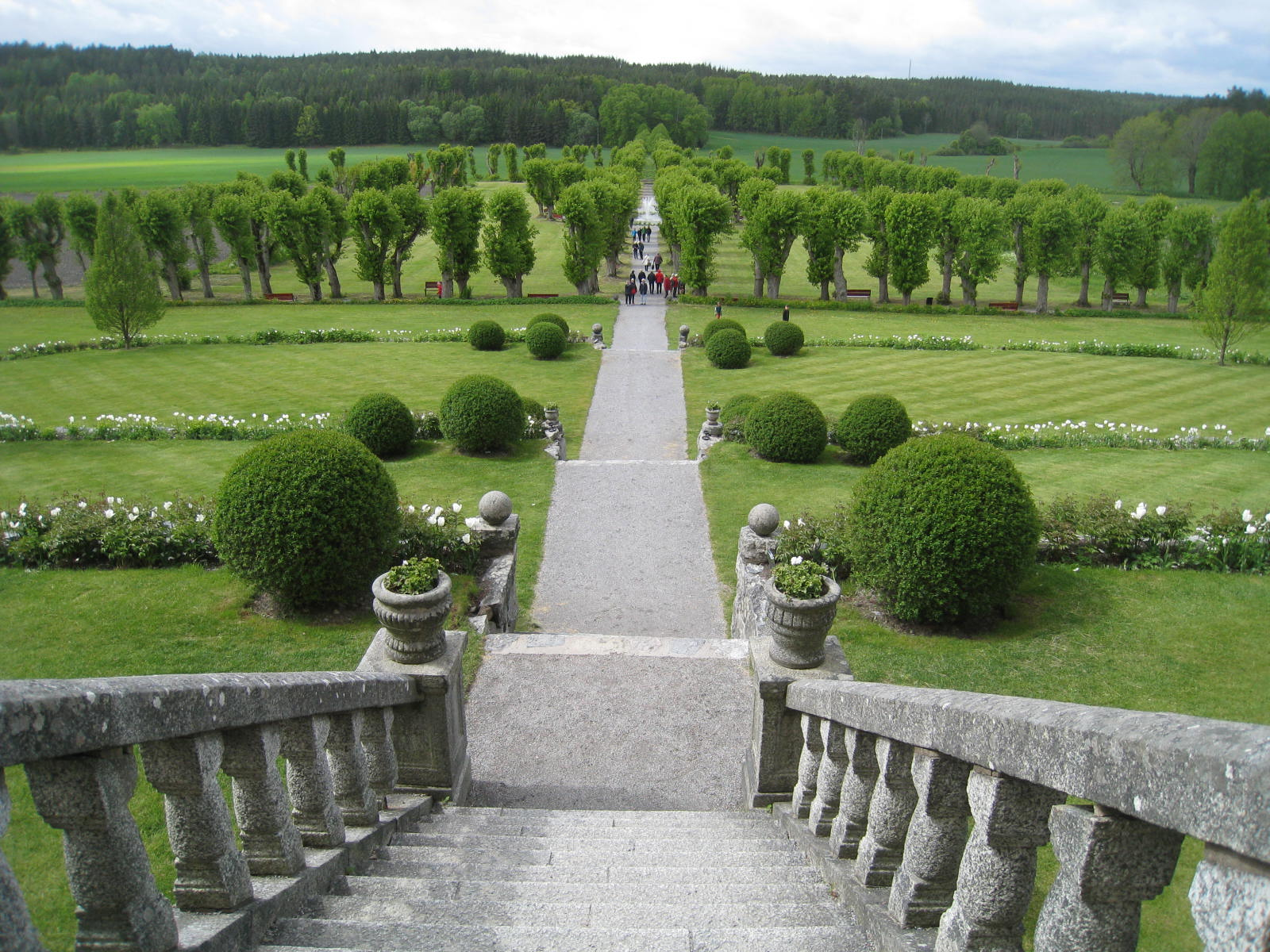
Barockträdgården. Foto 2015.

Venngarns slott är ett slott som ligger nära Garnsviken ett par kilometer norr om Sigtuna, huvudsakligen uppfört 1670 för Magnus Gabriel De la Gardie i samarbete med arkitekten Jean de la Vallée. Från 1160-talet hade där funnits ett tidigare stenhus, som tillbyggts och byggts om till ett renässansslott under andra halvan av 1500-talet. Huvudbyggnaden är cirka 2 200 kvadratmeter stor och området omfattar totalt cirka 37 hektar mark.
Venngarn blev kronogods under Gustav Vasas tid. År 1653 såldes egendomen till Magnus Gabriel de la Gardie, som byggde om Venngarn till ett barockslott. År 1681 reducerade kronan och drog in De la Gardies samtliga slott, utom Höjentorp och Venngarn. Den ruinerade De la Gardie bodde kvar på slottet fram till sin död 1686.
Sedan dess har Venngarn antingen varit bostad åt landshövdingar i Uppsala eller varit utarrenderat. 1916 blev det alkoholistanstalt och förvaltningen låg i slottet med dess magnifika trapphall och målade barocktak. Senare ägare blev Lewi Pethrus-stiftelsen. Slottet är byggnadsminne.
Enligt en sägen från medeltiden var Venngarn säte för den fiktiva drottning Disa – i mycket baserad på den äldre sägnen om Aslög.

## Etymologi
Venngarn (Winagarnum, 1282, Winagarn, tidigt 1300-tal) slutar på -garn, som tros betyda 'något långsmalt i terrängen'. Den långa Garnsviken från Sigtuna till Vassunda kyrka, vid vars strand slottet ligger, har kanske hetat Gam. Men vid högre vattenstånd, då namnet kom till, var formen mindre utpräglad.
Förleden har föreslagits vara ett i vissa dialekter levande ord fin fågellek, ställe där skogsfågel har parningslekar.

## Historik

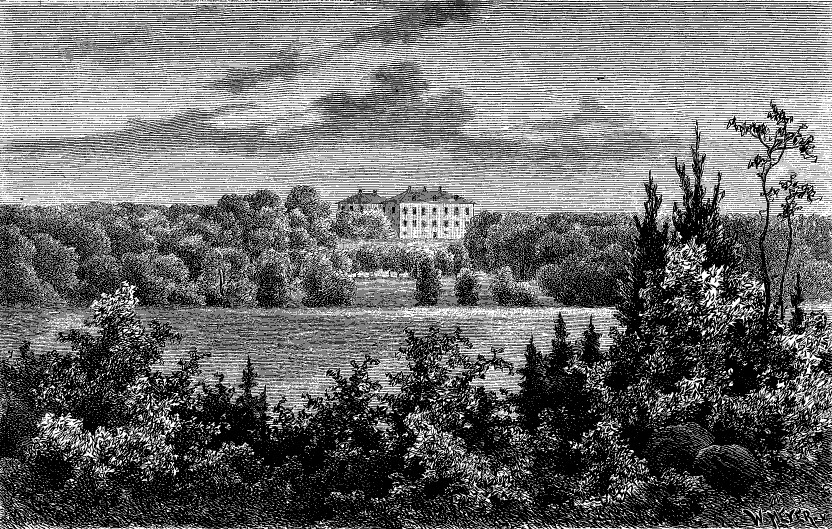
Venngarns slott 1875, originalteckning av Carl Svante Hallbeck, graverat av Wilhelm Fredrik Meyer.

Venngarn ska ha varit hedniskt konungasäte.[källa behövs] Venngarn har mycket gamla anor. Någon gång under 1160-talet byggdes ett stenhus i gråsten, den första delen av slottet som vi ser idag. Under medeltiden omtalas egendomen under namnet Vinagarna.

### 1200-tal till 1500-tal
Egendomen förekommer kring början av 1300-talet under namnet Winagarn, såsom herresäte för en Gero före 1279, därpå för ätten Blå, 1387 såsom till en prebendeinrättning för kapitlet i Upsala. Från 1400-talet var egendomen åter i adliga personers händer.
De äldsta historiska uppgifterna är från 27 september 1283, då gera de winagarnum – Herr Gere på Venngarn – omnämns i ett gåvobrev. Ägarna till Venngarn har varit många. En av de tidigast kända är riksrådet Folke Jonsson (Fånöätten) (död omkring 1313). Under 1400-talets andra hälft ägdes Venngarn av ätten Banér. Sedan medeltiden fanns ett "fast hus" vid Venngarn. I mitten på 1400-talet var Eskil Isaksson Banér riksråd, riddare och herre till Venngarn. Han var samtida med Karl Knutsson och Sten Sture den äldre. Gården gick i arv till dottern Sigrid, mormor till Gustav Vasa.

#### Riksrådet Eskil Isaksson Banér
Slottet var 1371 sätesgård för Björn Niklisson, som var väpnare och underlagman. Därefter tillhörde egendomen riksrådet Eskil Isaksson (Banér) och hans dotter, Sigrid Eskilsdotter (Banér). Eskil Isaksson var riddare, häradshövding och herre till Venngarn, född omkring 1415 och nämnd mellan 1438 och 1481. Han var häradshövding i Olands härad och hövitsman på flera slott. I striden mellan Bengt Jönsson (Oxenstierna) och Erik Axelsson (Tott) 1467 ställde sig Eskil Isaksson på Erik Axelssons sida, och då Karl Knutsson (Bonde) 1470 avled och Kristian I försökte återvinna kungamakten i Sverige med stöd av Magnus Grens son Ivar Gren, försökte de förgäves vinna Eskil Isakssons stöd. Vid unionsmötena 1473, 1474 och 1476 var Eskil Isaksson svensk delegerad, men levde under sina sista år mestadels tillbakadragen på Venngarn, som han 1452 ärvde av en avlägsen släkting.

#### Sigrid Eskilsdotter (Banér)
Sigrid Eskilsdotter (Banér) var dotter till Eskil Isaksson Banér till Venngarn och hans hustru Cecilia Haraldsdotter (Gren). Sigrids mor Cecilia Haraldsdotter fick Venngarn i morgongåva när hon gifte sig 5 juli 1441 med riksrådet Eskil Isaksson Banér, och hon levde ännu 1465. Hon erhöll därvid Venngarns "gård och gods" med åtskilliga underlydande gårdar, däribland Stora Brännbo, en stadsdel i nuvarande Sigtuna. I gåvobrevet uppträder två av tidens mäktigaste män, Karl Knutsson (Bonde) och Bengt Jönsson (Oxenstierna), i egenskap av vidervarumän (en person som beseglar eller sätter sigill på vissa handlingar).

#### Gustav Vasa
Som medeltida frälsegods tillhörde det vid 1500-talets början Gustav Vasas mormor, Sigrid Eskilsdotter (Banér). Eskil Isakssons son, riksrådet och riddaren Knut Eskilsson (Banér) (död omkring 1517), som var halvbror till Sigrid Banér, var också herre till Venngarn samt även till Skedenäs, nu Skenäs slott, en kungsgård på Vikbolandet i Östergötland och till Lindö, en by i Ekenäs i Finland. Senare tillhörde det Gustav Vasa själv. Genom att ogiltigförklara ett tidigare arvskifte lyckades Gustav år 1555 förvärva Venngarn, som därmed blev kronogods.
Under 1500-talet blev Venngarn en del av kung Gustav Vasas jordägande. Det var kungens fogde som var skatteuppbärare och han bodde på Venngarn, som mer och mer fick karaktären av en borg.

#### Sofia Vasa och Hertig Magnus
År 1568 donerades gården av Gustav Vasas son, kung Johan III, till Johans syster Sofia Vasa, som hade gift sig med hertig Magnus II av Sachsen-Lauenburg den 4 juli 1568. Hertigen lät bygga till Venngarn. Ett litet hus av gråsten, som fanns här kanske ända sedan 1100-talet, och varav rester ännu kan ses, ersattes nu genom Magnus II av en större byggnad. Slottet övergick därefter till sonen hertig Gustav. Hertigparet Sofia och Magnus fick Ekolsunds slott öster om Enköping och Venngarns slott i förläning av Johan III. År 1597 innehade Sofia dessutom flera socknar av Lagunda härad och Håbo härad. Mot slutet av seklet tillhörde slottet Sofia Vasas och Magnus av Sachsen-Laugenburgs son, Gustav av Sachsen-Engern-Westfalen. Ägare till Venngarn blev därefter genom arv Gustav II Adolf. 1627 gav han godset till greve Frans Bernhard von Thurn (1592–1628), vars son Henrik von Thurn (född okänt år, död 1656) år 1653 sålde det till greve Magnus Gabriel de la Gardie. Han gick genom reduktionen miste om äganderätten, men fick dock förfoga över egendomen till sin död. Sedan hans tid har Venngarn på olika villkor varit upplåtet bland annat till medlemmar av släkterna Fleming, Piper, Gyllenborg, Gerner, Printzensköld, Posse och Ihre.

#### Hertig Gustav
På 1590-talet byggdes slottet till av hertig Gustav. Hertig Gustav moderniserade slottet efter den tidens ideal och byggde om slottet till ett renässanspalats med stora fönster, höga gavlar och tornklädd flygel. På slottets ena flygel lät han föreviga sin insats med en inskription: "Den berömde hertig Gustav uppförde detta hus 1591". En större tillbyggnad av det medeltida stenhuset i två våningar, som då fanns på platsen, företogs. Från hertig Gustavs på 1590-talet ombyggda medeltidshus ingår betydande delar i det nuvarande slottets murar. Kvar är också de huggna stenportalerna i renässansstil.
Efter diverse ägobyten såldes Venngarn 1653 till Magnus Gabriel de la Gardie som utvidgade godset så att själva säteriet kom att utgöras av 10 mantal och de underlydande egendomarna av drygt dubbelt så många.

### 1600-tal till 1800-tal

#### Gustav II Adolf och familjen De la Gardie

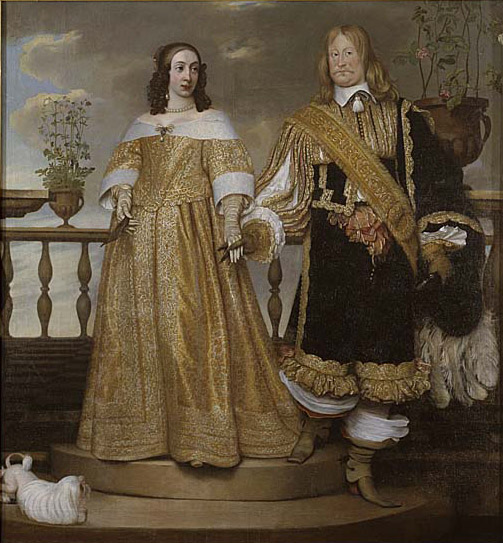
Magnus Gabriel de la Gardie med makan Maria Eufrosyne av Pfalz. Målning av Hendrik Munnichhoven från 1653, samma år som Magnus köpte Venngarns slott.

År 1619 tillföll Venngarn Gustav II Adolf, som senare förlänade godset till greve Frans Bernhard von Thurn (Frans Berendt von Thurn) (1592–1628), en invandrare från dagens Tjeckien som tagit värvning i den svenska armén. Det var hans son, greve Henrik von Thurn (1628–1656), som hyrde ut slottet till familjen De la Gardie och sålde det för 50 000 riksdaler specie till Magnus Gabriel De la Gardie år 1653. Därmed inleddes en glansperiod för Venngarns slott. Som rikskansler och den ledande i Karl XI:s förmyndarregering, var Magnus Gabriel De la Gardie Sveriges mest inflytelserike politiker. Genom inkomsterna från sina väldiga domäner, vilka anses ha omfattat nära 1 000 hemman, kunde han hålla sig med ett hov på hundratalet personer. "De som bor i slott säger att de bor i hus." Ingen svensk har ägt fler slott än Magnus Gabriel De la Gardie. "Läckö slott var hans enda slott, allt det andra var hans hus." Magnus Gabriel De la Gardie var ledare av Karl XI:s förmyndarregering åren 1660–1672 och år 1680 blev han riksdrots, vilket innebar en reträtt från rikspolitiken. Förmyndarräfsten och reduktionen drabbade honom hårt och han fick bara behålla två slott, Venngarn och Höjentorp.

#### Magnus Gabriel De la Gardie ägare 1653–1686
Fältmarskalken Jakob De la Gardie (1583–1652) arrenderade godset och lät 1638 sin arkitekt och byggmästare Hans Jacob Kristler göra vissa förändringar. Sonen Magnus Gabriel De la Gardie (1622–1686) blev ägare till Venngarn från 1653. År 1661 påbörjade han en stor omvandling av slottet efter Jean de la Vallées ritningar och skapade en långsträckt anläggning avslutat av små paviljonger med var sitt litet torn krönt av ett solur. Det var ett arrangemang som var ritat av Uppsalaprofessorn Olof Rudbeck. Olof Rudbeck var även upphovsman av slottets orangerier. På Magnus De la Gardies tid var huvudbyggnaden med sina utskjutande flyglar utvändigt bemålad med arkitekturmotiv i renässans. Portalerna, som är huggna av stenhuggaren Markus Hebel (död 1664), är kvar och några blyspröjsade fönster, vilket är sällsynt. De la Gardie genomförde 1661 ett projekt för att modernisera och bygga ut inte mindre än tre av sina slott i Uppland, nämligen Jacobsdal (idag Ulriksdal), Ekholmen och Venngarn. För att utnyttja arbetskraften så effektivt som möjligt pågick arbetena med modernisering samtidigt på alla tre slotten, och ibland ännu fler. Venngarn fick ett helt nytt utseende.
De la Gardie var en av rikets största jordägare, vars byggverksamhet och intresse för konst och litteratur kostade enorma summor. Förutom Venngarns slott byggde han och underhöll flera slott, såsom Makalös, Karlbergs slott (om- och tillbyggnad), Jacobsdals slott (senare Ulriksdals slott) i Mälardalen, Läckö slott, Mariedals slott och Höjentorp kungsgård i Västergötland, samt Kägleholms slott i Närke.
Sedan Karl XI tillträtt regeringen, dalade dock rikskanslerns stjärna betänkligt. De la Gardie anklagades för att ha slösat med landets pengar när han var förmyndare, och genom kungens reduktion drogs alla hans gods in till kronan, utom Venngarn och Höjentorp. Han fick rätt att bebo och bruka Venngarn under sin livstid och avled där den 26 april 1686. Hans hustru, pfalzgrevinnan Maria Eufrosyne av Pfalz, som var den regerande kungens faster, fick behålla Venngarn resten av sitt liv.
Sedan 1686 har Venngarn varit i kronans ägo och arrenderats ut till olika släkter, såsom ovan nämnts. På 1850-talet stod en stor del av slottsrummen oanvända.

### 1900-talet och framåt

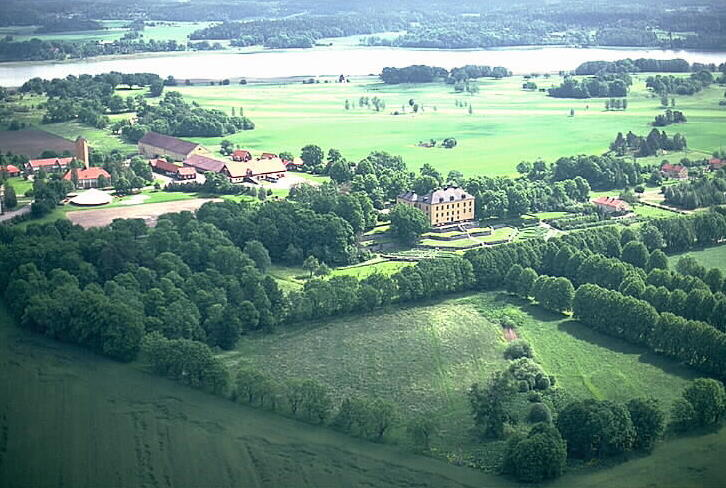
Flygfoto

År 1916 inrättades en central statlig anstalt för alkoholistvård på Venngarn. Venngarn användes som alkoholistanstalt med direktörens bostad och kansli i själva slottet. För denna verksamhet utfördes på 1950-talet en del om- och tillbyggnader efter ritningar av arkitekten Karl-Erik Hjalmarson. Bland annat utfördes en sinnrik ombyggnad av en transformatorstation till klockstapel. I samband med att den statliga anstalten 1983 avvecklades, såldes den till Lewi Pethrus Stiftelse för filantropisk verksamhet.
Lewi Pethrus Stiftelse var en verksamhet som drevs av svenska Pingströrelsen och syftade till att rehabilitera personer som fastnat i drogmissbruk. Åren 1983-1997 ägdes slottet av Lewi Pethrus Stiftelse.
År 1997 såldes Venngarn till Wenngarn AB, ett hälsocenter som drev anläggningen bland annat som bostäder för flyktingar från stadsdelsförvaltningen Rinkeby-Kista i Stockholm. Bolagets förvaltning av hyresfastigheterna fick 2009 kraftig kritik från bland annat Hyresgästföreningen, som betecknade slottsområdet som slum, och byggnaderna kallades "extremt eftersatta". Våren 2007 förklarade Wenngarn AB slottet och hela Venngarn till salu, och ett nytt försäljningsförsök inleddes 2010.
I oktober 2013 såldes slottet till Olle Larsson, som tillsammans med Sigtuna kommun skulle upprusta och förädla området.
Under Venngarns slott är Viby by i Sankt Olofs socken sedan 1940 statligt byggnadsminne. Fram till att Venngarn blev anstalt 1916 hade bönderna i Viby dagsverksskyldighet under slottet. Idag är inte Viby att betrakta som en by i egentlig mening, utan som en samling torp under Venngarns slott. Viby är en oskiftad så kallad klungby, bevarad i stort sett som den såg ut för två hundra år sedan då den befolkades av arrendetorpare under Venngarns kungsgård. I Viby har generationer av torpare levt under knappa förhållanden.
Under reformationen drogs Viby in till kronan, och kom att läggas under Venngarns slott. Viby visar på ett ålderdomligt ekonomiskt nyttjande av marken. Husen är spridda över backar och berg som inte lämpade sig för odling. Storleken på de ägor som hörde till torpen varierade från sju tunnland och uppåt. Ängsmarkerna var inte fördelade med egentliga gränser, men alla höll reda på sin hävdvunna mark. Ner mot Garnsviken odlade man fodersäd. Egentligt fiskevatten hörde inte till Viby, men byborna hade rätt till den fisk de kunde ta upp på de under våren vattendränkta strandängarna. År 2022 startade Jensen education ett naturbruksgymnasium vid slottet tillsammans med Wenngarn fastighetsförädling och Sigtuna stuteri.

### Byggnadsminne
Venngarns slott med tillhörande slottspark förklarades redan år 1935 för statligt byggnadsminne. Efter att fastigheten tagits över av LP-stiftelsen beslutades 1984 om att förklara slott med delar av parken som (ej statligt) byggnadsminne och sedan år 1997 är såväl slottet som hela parken byggnadsminne enligt 3 kap 7§ i Kulturminneslagen (KML). Byggnadsminnesområdet omfattar slottet, parkanläggningen söder/väster om slottet, allén nordväst om slottet, orangeriet, trädgårdsvillan, jordkällaren, verkstaden, klockstapeln och (den 2013 nedbrunna och 2014 nyuppförda) dammstugan.

### Arkitektonisk historia

#### Ombyggnationen påbörjad 1661
År 1661 påbörjade Magnus Gabriel De la Gardie den stora omvandlingen av slottet efter Jean de la Vallées ritningar.

##### Exteriör
Runt själva huset skapades det en anläggning med nya flyglar och långa alléer, som ledde mot slottet. En storslagen vy över den anlagda parken möttes man av på trädgårdssidan. Slottets anläggningar liknar anläggningar för den italienska villan. I slottssammanhang är beteckningen villa en term för ett litet slott, som är tänkt för en mer formell samvaro. Man tänker sig också att parken är ett välskött jordbruk och att utsikten utgör huvuddelarna av anläggningen lika mycket som huset självt. Redan då var det helt nydanande med en kompromiss mellan nytt och gammalt såsom vi idag kan se det på Venngarn. Anläggningens hjärta var parken. Den anlades med flera syften och skulle vara både till nytta och nöje. Förutom att vara vacker och imponerande innehöll parken nyttoväxter som användes i hushållet. Det var en så kallad hybridpark, en botanisk grupp med formell systematisk kategori för kulturväxter. Fontänen var mittpunkten i parken. Med tiden uppfördes ett lusthus längst bort i trädgården, lusthuset blev en blickpunkt som underströk parkens längd.

##### Interiör
Inomhus dekorerades slottet efter konstens alla regler med dyrbara textilier, gyllenläder, och möbler och konstskatter. Idag återstår inte mycket av inventarierna. Man delade upp rummen som akterna i en teater; de var till för att visa upp slottets ägare på ett så imponerande sätt som möjligt. Man hämtade förebilderna för rumsindelningen från kontinenten, främst från Frankrike, men också från Tyskland och Nordeuropa. Greveparets våning låg en trappa upp med Magnus Gabriels rum i husets mitt med nära anslutning till kapellet. Maria Eufrosynes rum låg i den nybyggda flygeln. Sovrummen brukades som mottagningsrum för de mest prominenta gästerna. Detta signalerade greveparets upphöjdhet över besökaren, men innebar även ett stort förtroende mellan gäst och besökare. Detta sätt att använda sovrummet på vid denna tid skiljer sig mycket från idag.

### I Suecia Antiqua et Hodierna

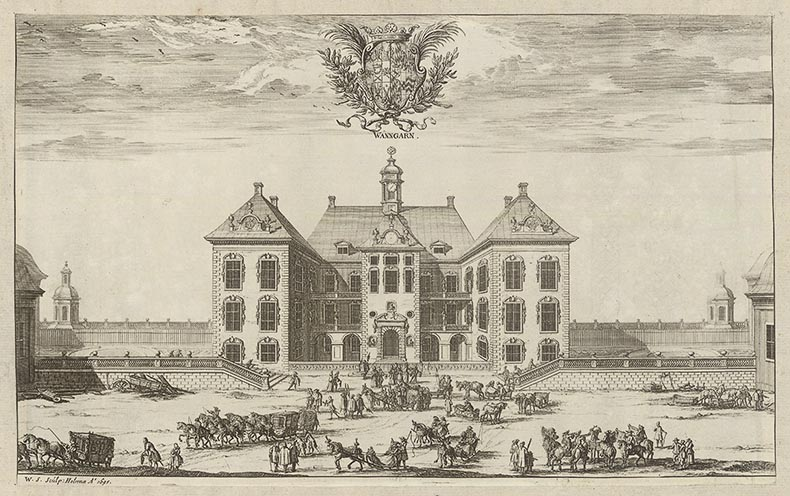
Venngarn ca 1695. Kopparstick av Willem Swidde i Suecia Antiqua et Hodierna.

Omkring år 1695, då Willem Swidde utförde sitt kopparstick av Venngarns slott i Suecia Antiqua et Hodierna hade slottet på gårdssidan mellan trapphuset och flyglarna arkadgalleri och skulptursmyckade träaltaner. Fasaderna var ursprungligen vitkalkade med dekorationer och detaljer i olika stenfärger. Dekorationerna runt fönstren var målade i kimröksgrått och rött, hörnkedjorna i grått. Gråmålade var även balustrader och skulpturer i såväl trä som sten. Taket var klätt med rödfärgad spån.
Slottet var dock ej så ståtligt och inte heller med en så magnifik trädgårdsanläggning som bilden i propagandaverket Suecia antiqua et hodierna visar.

## Bilder, slottsbyggnaden

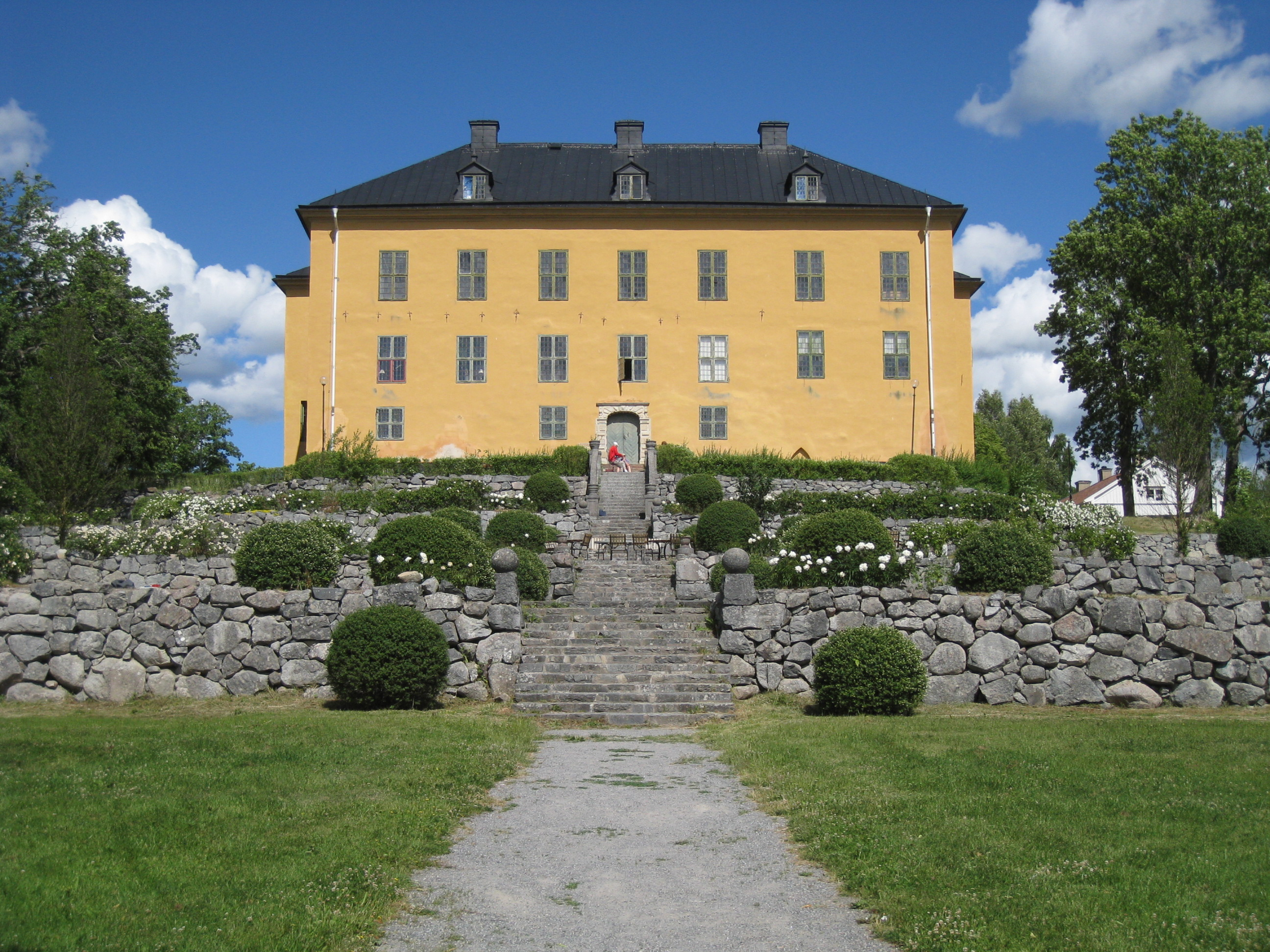
Slottet från sydväst.
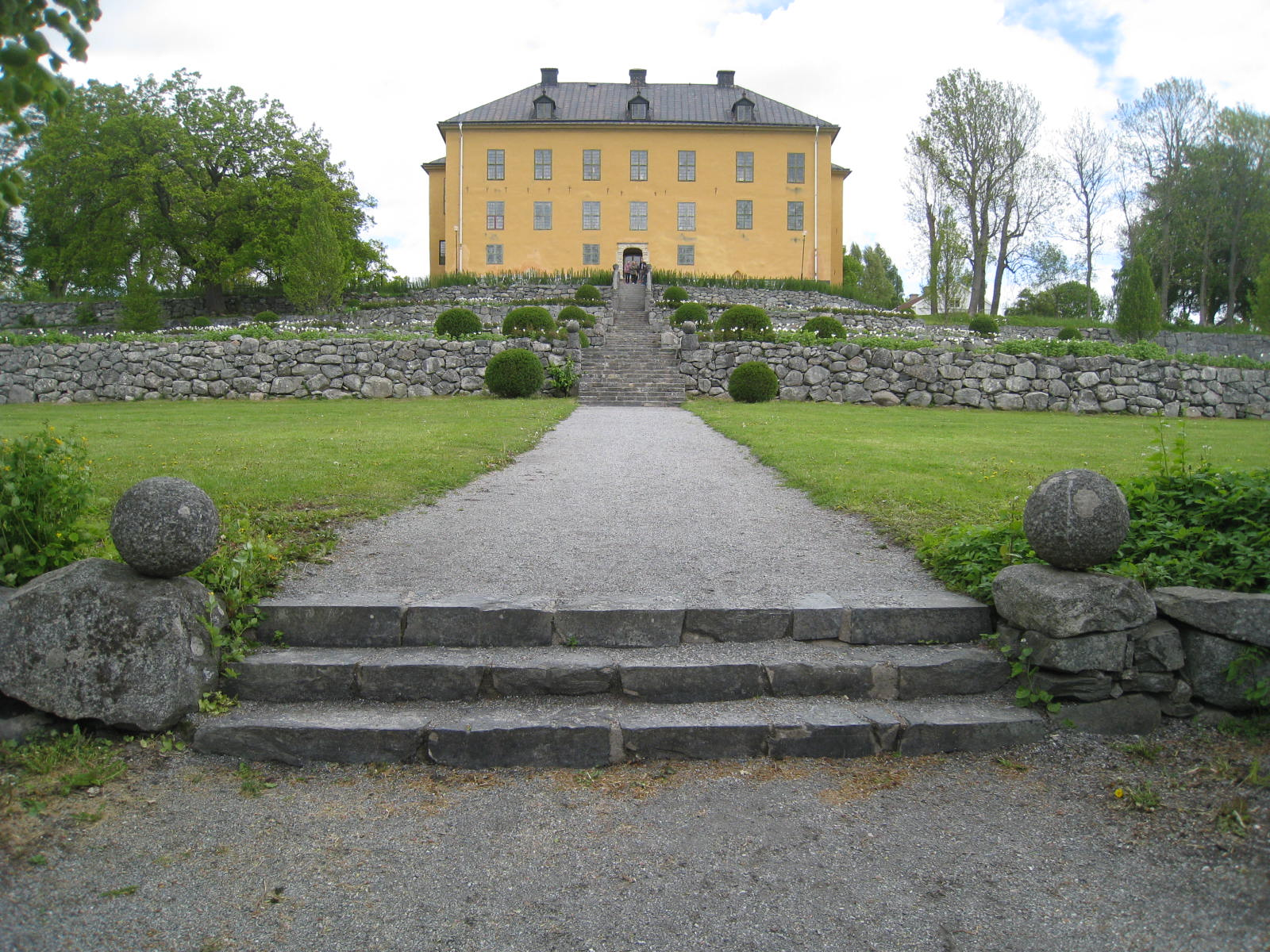
Slottet från trädgårdssidan med terrasser.
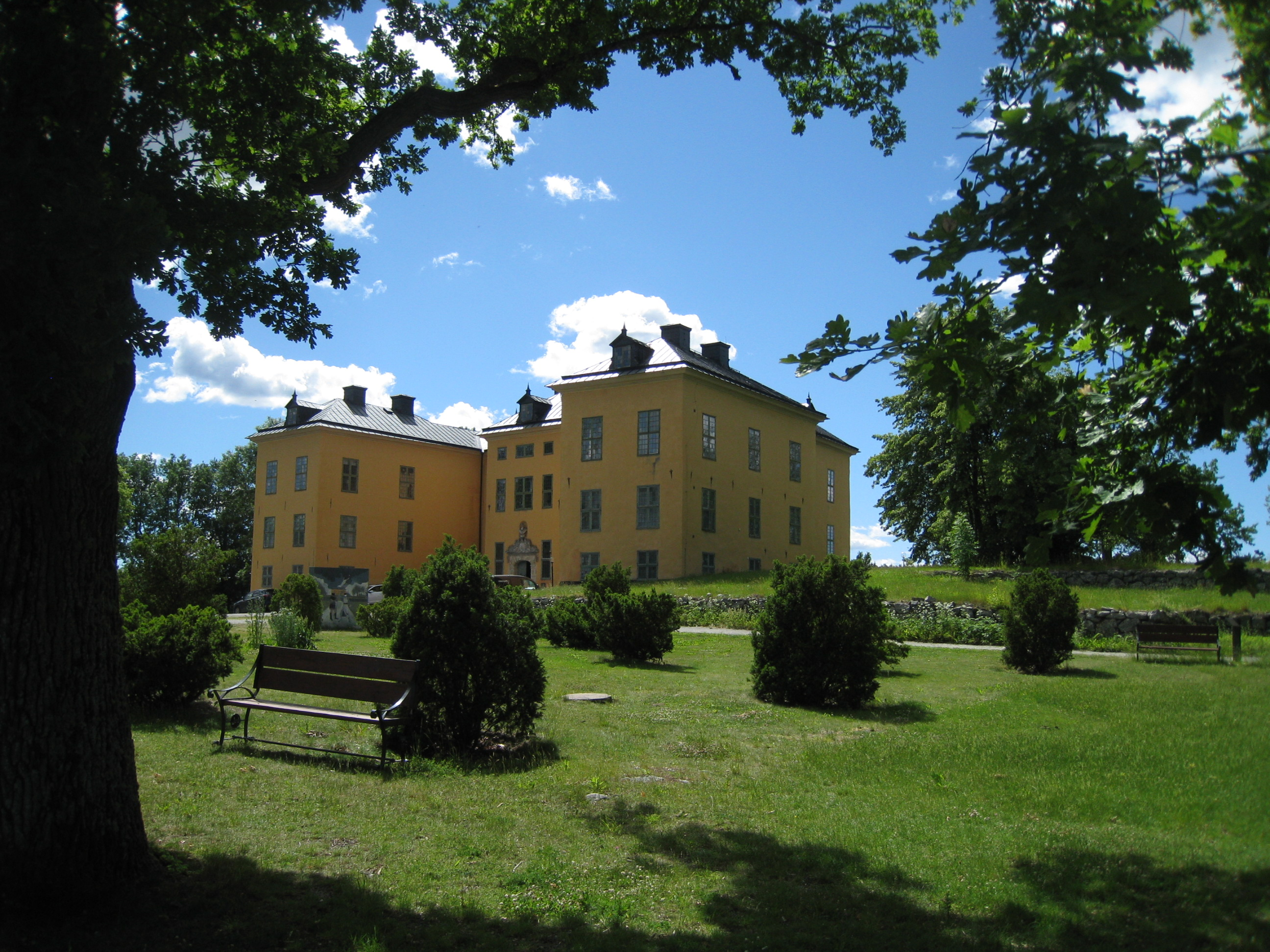
Slottet från entrésidan.
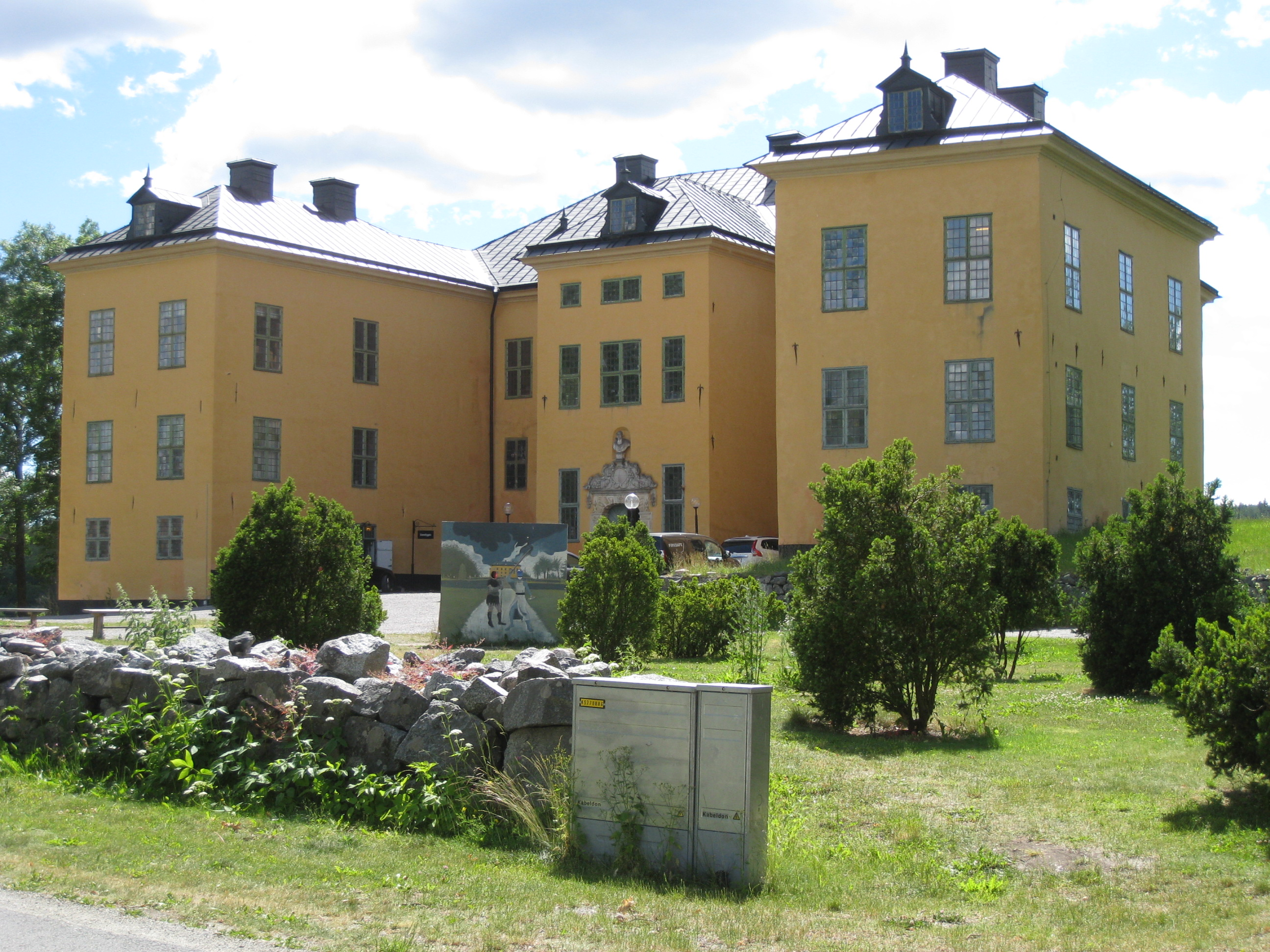
Slottet från entrésidan.

## Bilder, detaljer

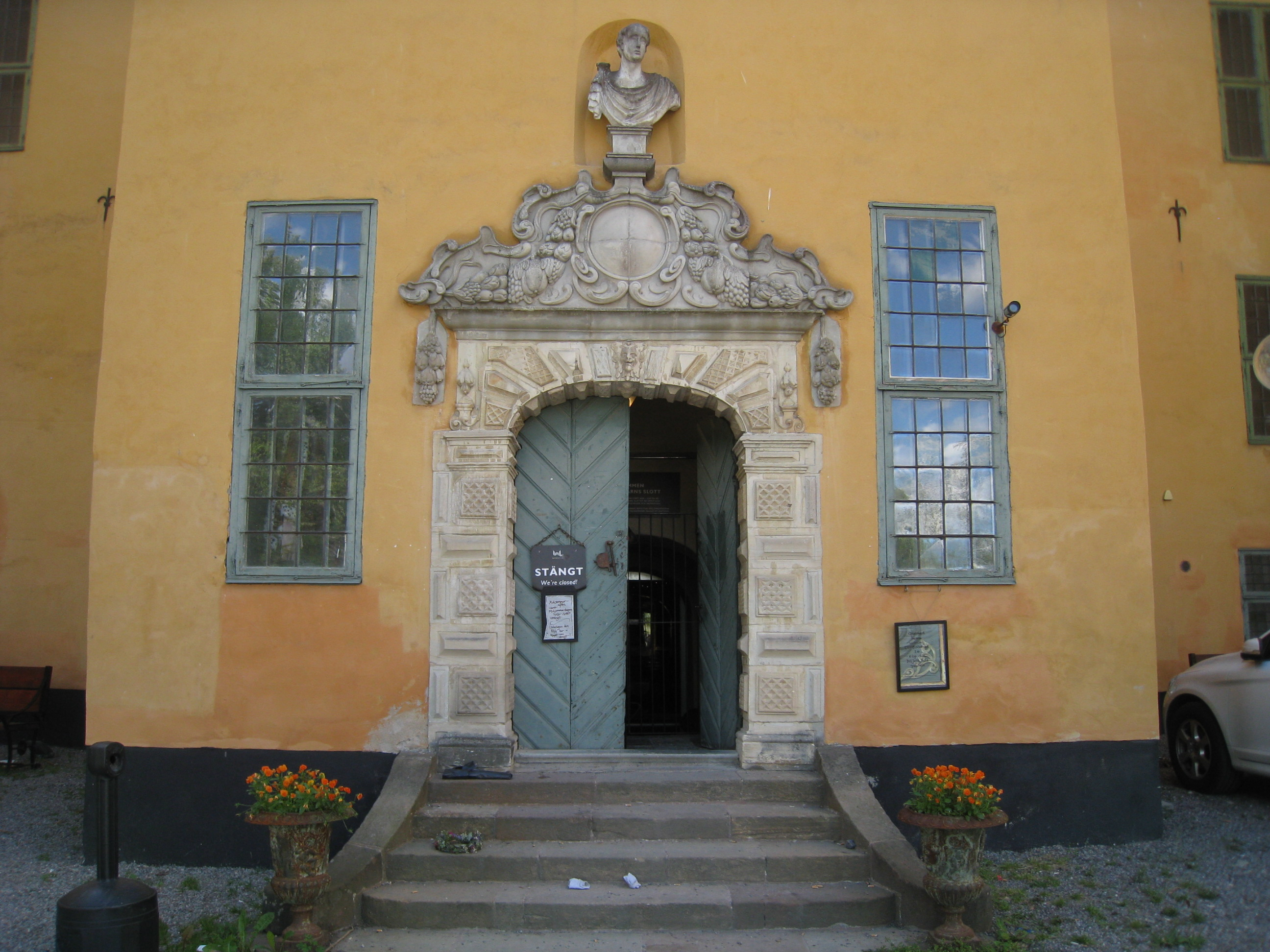
Huvudportalen på nordfasaden, knopornamentik med druvklasar och höga korsfönster med blyrutor.
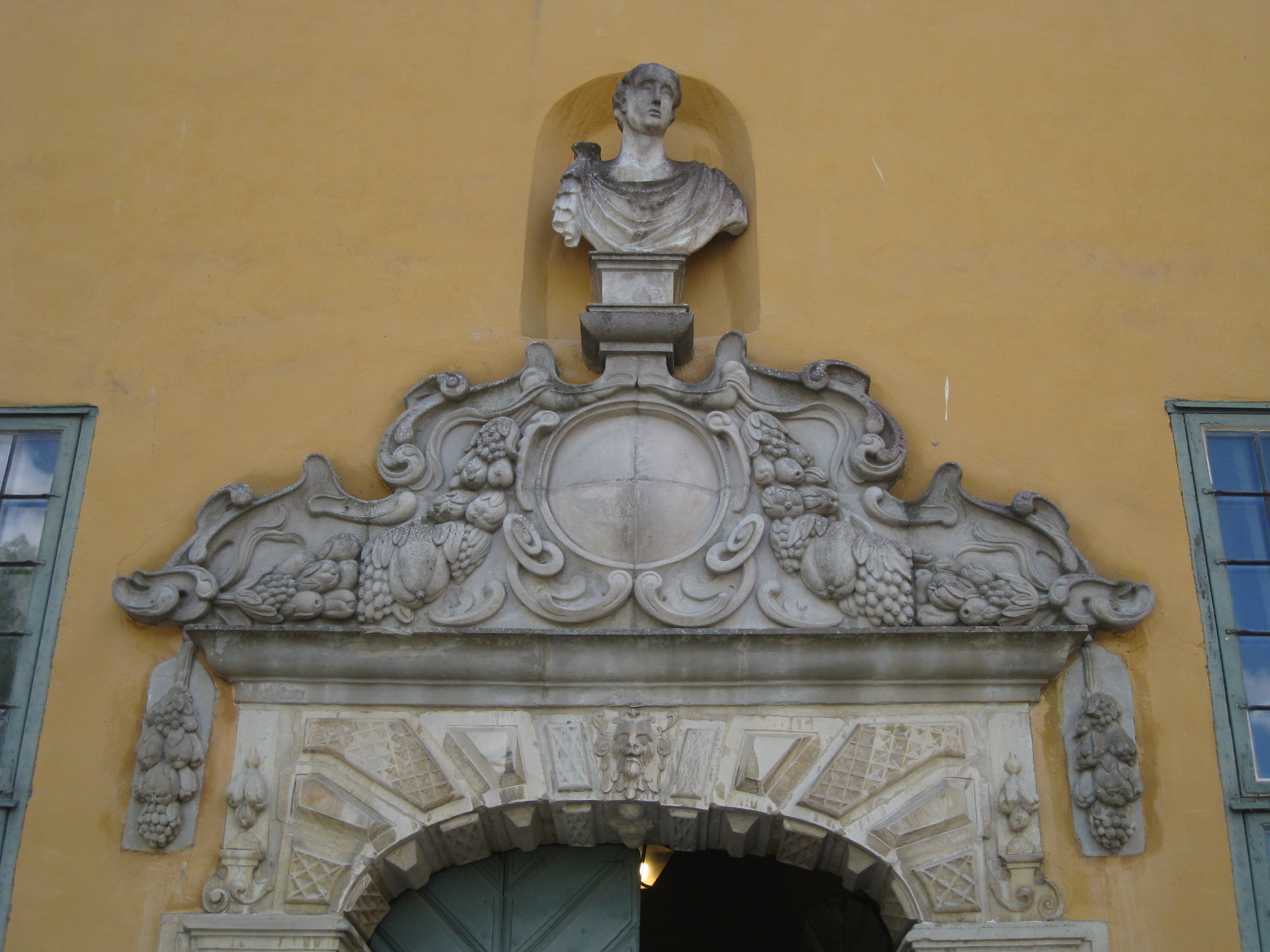
Huvudportalen, detalj.
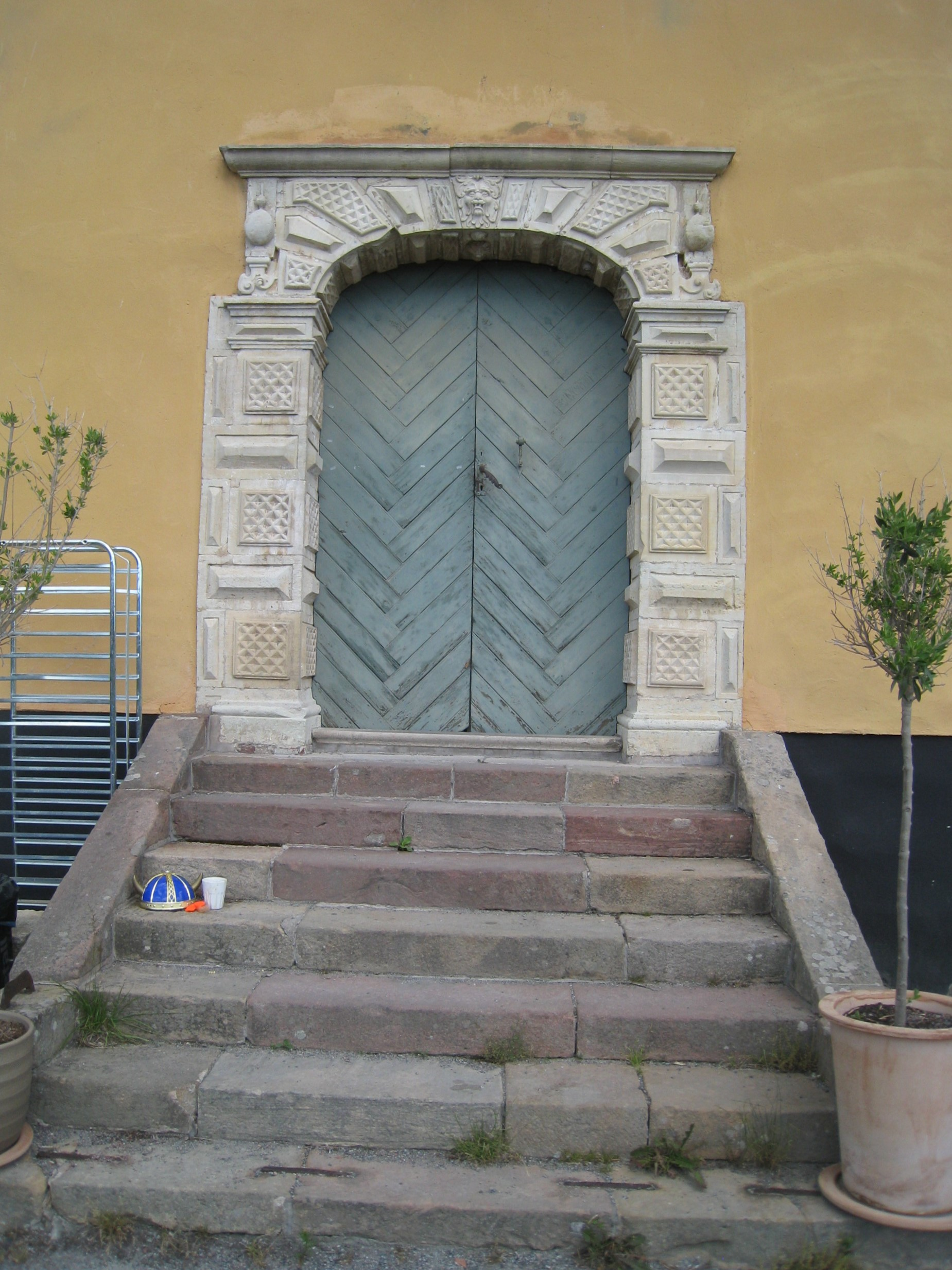
Portalen på sydfasaden.
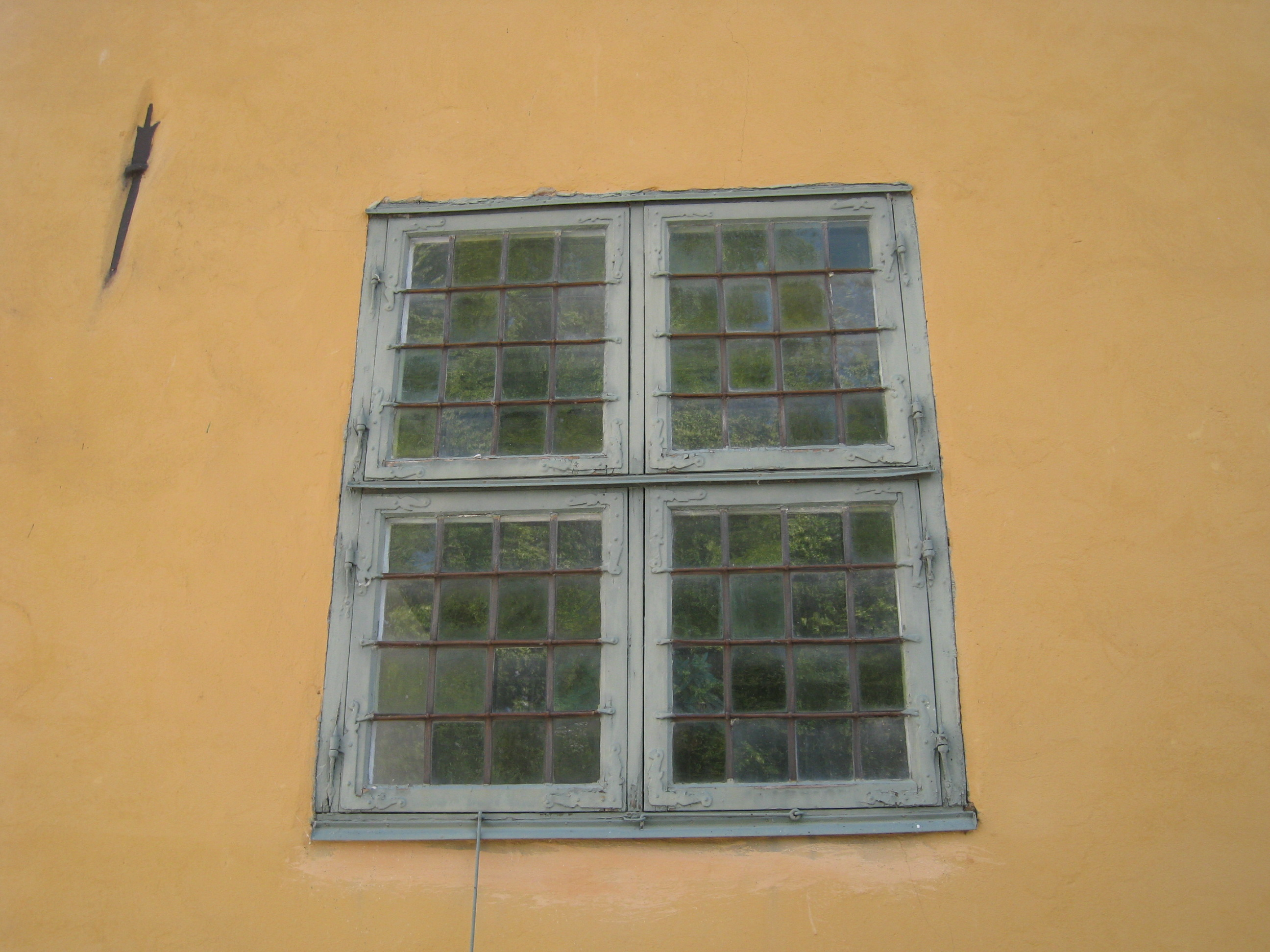
Fönster från 1600-talet med små blyspröjsade rutor.

## Arkitektur

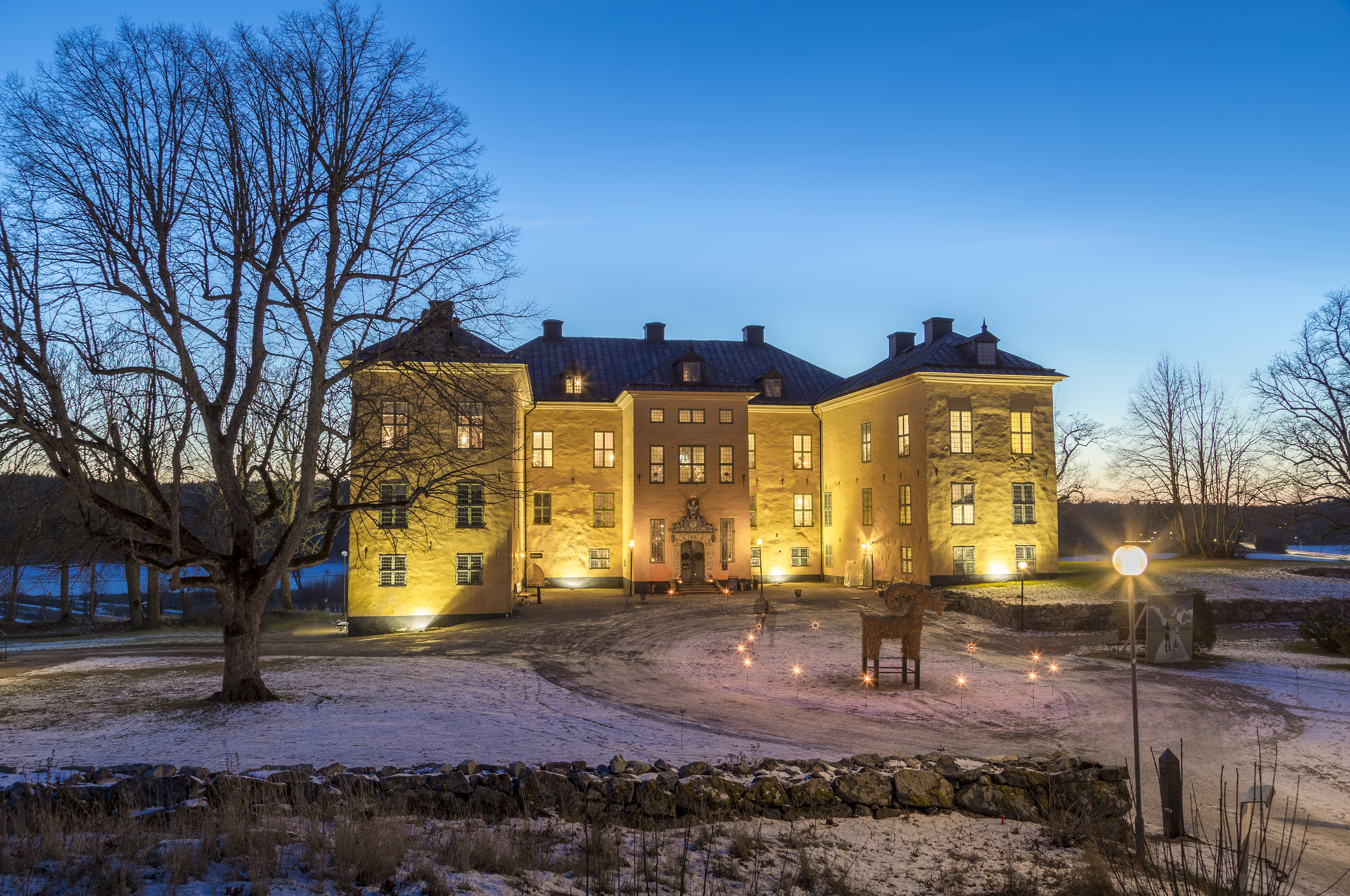
Venngarns slott i kvällsbelysning

### Slottet
Slottet består av en huvudlänga med två flyglar, som omger en liten borggård. Det fick i stort sett sin nuvarande yttre form i slutet av 1500-talet. Hertig Gustav byggde då på en våning och lät uppföra två låga flyglar. En latinsk inskrift på slottets södra gavel bekräftar detta: HANC EXSTRUXIT ILLUSTRIS PRINCEPS GUSTAVUS DUX SAXONIAE MDXCI. (Detta hus uppfördes av den frejdade fursten Gustav, hertig av Sachsen, 1591) Magnus Gabriel de la Gardie gjorde stora insatser för vetenskaperna och de sköna konsterna. Han lät Jean de la Vallée, en av dåtidens främsta arkitekter, utföra ritningarna till en omfattande ombyggnad, som pågick mellan 1663 och 1670. Slottet fick då sin fulla höjd och trapphuset byggdes. Greven var synbarligen angelägen om att så fort som möjligt göra slottet användbart. Utländska konstnärer och hantverkare tillkallades för den inre utsmyckningen. De de la Gardieska slotten präglas i stor utsträckning av bibelcitat och målningar med andliga motiv.
Byggnadens inre ger ännu en föreställning om den forna praktfulla inredningen. Två trappor upp fanns praktvåningen. Där finns ett golv med marmorbeläggning samt målade pilastrar i marmorimitation på väggarna med infattade tavlor emellan.

### Slottskapellet
Som besökare når man Venngarns slottskapell genom att gå en halv trappa ned från gårdsporten. Därvid kommer man in i kapellet genom den dörr som var avsedd för gårdens och hovets folk. Greveparet hade direkt ingång från sin bostadsvåning till herrskapsläktaren. Då kronan tillträdde Venngarn 1686, lämnades slottskapellet helt orört. Inget har tillkommit och bara några få detaljer har försvunnit sedan dess. Därmed är kapellet ett av landets absolut bäst bevarade kyrkorum från stormaktstiden. Det iordningställdes av Magnus Gabriel De la Gardie och förmodligen har han även här anlitat Jean de la Vallée som arkitekt.

### Kapellets interiör
Kyrkan är slottets märkligaste del. Kassettaket i renässans är ett par generationer äldre och hör till det sena 1500-talet. Intressant är att Magnus Gabriel De la Gardie medvetet gav sitt slott en föråldrad karaktär genom att flytta dit stenspisar och andra byggnadsdelar från palatset Makalös i Stockholm. Makalös var namnet på De la Gardieska palatset vid Norrström, söder om Kungsträdgården i Stockholm. Det var en av de förra ägarna, Jacob De la Gardie, som 1635 hade låtit bygga slottet Makalös, som uppfördes 1635–1643, vid Norrström där nuvarande Karl XII:s torg ligger, och revs efter en brand 1825. Några mera privata rum har bevarade takmålningar av Nicolas Vallari, men de stora festrummen försvann vid en genomgripande ombyggnad 1730-1731, när Venngarn som kungsgård beboddes av arrendatorer.
Ett särdrag i kapellet är det väldiga antalet allegoriska målningar på bänkdörrarna och läktarna. Symboliken är väl genomtänkt och innefattar även predikstol och altare. Den vittnar tydligt om rikskanslerns trosinriktning. Han framhöll ofta i skrift sin evighetslängtan och känslan av att leva i en eländets och sorgens obeständliga jämmerdal. Både tröst och hopp finns skildrade i allegorierna. Sin tröst fann De la Gardie i bönens stilla samtal med Gud. Kapellet har cirka 100 sittplatser och rymmer en av de finaste barockinredningar som finns bevarade i Sverige. I inredningen märks den grevliga läktaren, som är prydd med De la Gardieska och Pfalziska vapensköldarna, vilka även återfinns på det väl bevarade antependiet. På orgelläktaren finns en transportabel piporgel, från början avsedd att medföras i fält. Fasaden bär årtalet 1653. Trots att bara några decimeter skiljer herrskapsläktaren från orgelläktaren, har man föredragit att inte bygga samman dem, säkert för att framhäva skillnaden i rang. Predikstolen sitter mitt på den södra väggen, exakt i jämnhöjd med herrskapsläktaren, så att predikanten varit vänd direkt mot greveparet. Trappan till predikstolen går kuriöst nog inne i ytterväggen. Golvet är av trä och lagt i kvadratiska mönster, i fiskbensmönster, som kallas Läcköparkett.

### Disasalen
På 1660-talet lät Magnus Gabriel De la Gardie bygga om slottet till sitt nuvarande utseende. Helt intakt bevarat från denna tid är trapphuset och det ovannämnda slottskapellet i barockstil.
Enligt den medeltida sagan om drottning Disa (med förlaga i den euroasitaiska sagan om Aslög) hade den fiktiva drottning Disa sitt säte på Venngarn. Hon finns framställd på åtta väggmålningar i slottet.
Venngarn utanför Sigtuna ansågs på 1600-talet ha varit den fiktiva Disas säte. De la Gardie lät därför i slottet utföra en svit målningar av David Klöcker Ehrenstrahl med motiv hämtade ur sagan om Disa. Målningarna var tidigare placerade i trapphuset i slottet. Ett flertal plafondmålningar troligen utförda av den franske målaren och skulptören Nicolas Vallari, har också bevarats.
Disasalen fick sitt namn efter de åtta kända målningar som illustrerar Disasagan, välkänd bland annat genom författaren och dramatikern Johannes Messenius skådespel om Disa, vilket han skrev 1611 till drottning Kristinas ära. Högst upp i slottet, där de kungliga rummen tidigare låg, tillkom 1931–1936 Disasalen vid en restaurering av arkitekten Ärland Noreen. Samtidigt tog man i den övre vestibulen fram kalkmålningar från tidigt 1600-tal. Som restaureringsarkitekt var Ärland Noreen kopplad till bevarandet av ett stort antal äldre svenska byggnader, bland annat Venngarns slott. Vid restaureringen försågs väggarna i Disasalen med en svit målningar, som tidigare var placerade i trapphuset, och vars motiv var hämtade ur sagan om Disa.
Magnus Gabriel de la Gardie var en av den svenska stormaktstidens mest inflytelserika personer, och drottning Kristinas stora gunstling. Skådespelet är byggt på en äldre saga om den kloka flickan som lyckas bli drottning. Målningarna torde vara utförda i början på 1680-talet av Lorentz Wolter efter förlagor av David Klöcker Ehrenstrahl. Disasagan fanns återgiven i både svensk och latinsk text på trätavlor, som var placerade dels i slottets trapphus, dels i Disasalen. Från Disasalen i översta våningen har man god utsikt över slottsparken.

### Målningarna
Utsmyckningen av Venngarn anförtroddes 1665 skråmästaren i Stockholm, Måns Andersson Carlinus (Måns Carlinus) och hans tyske gesäll Christijan Hoppe. Av räkenskaperna framgår att Carlinus bar huvudansvaret för kapellets dekorationer. Förutom dekorationsmåleriet finns en rad stafflimålningar med mycket skiftande motiv.
I slottskapellet är den ursprungliga målningsutsmyckningen och färgsättningen bevarad. Därför är det särskilt intressant att i slottets handlingar utforska om uppgifter om målningarna och deras upphovsmän. Långa listor med inköp av färgpigment och målningsmaterial till slotten ligger bland räkenskaperna. Material till målarna Carlinus och Hoppe på Venngarn upptas i en lista över inköp april-maj 1665. Målningsutsmyckningen i kapellet är ett verk av olika händer och båda målarna synes ha varit verksamma i kapellet. Skråmästaren i Stockholm, Måns Andersson Carlinus, hade länge varit i De la Gardies tjänst och bland annat utfört arbeten för Drottningholms slottskyrka och Jakobsdals slottskyrka. Han påträffas i byggningsräkenskaperna för Drottningholm redan 1653. I Jakobsdalskapellet utförde han bland annat utsmyckningen på bänkinredningen. Slottets yttre fasader dekorerade han med målade emblem.
Måns Andersson Carlinus var verksam på Venngarn med sitt folk och en gesäll år 1665. Han hade detta år erhållit material till "kyrkians Logementemes och utom kringh fönsternas måhlande": rödfärg, tran, krita, kimrök och åkergelb. Till listerna i kapellet inköptes 10 skålpund "Schmaltzblau". I likhet med Jakobsdals slottskyrka dekorerades Venngarns fasader med målade dekorationer. Gravyren i Suecia Antiqua et Hodierna av slottet mot gårdssidan återger målad utsmyckning runt fönstren. Dessa målningar tycks ha utförts i färgtonerna rött, grått och gult i likhet med målningarna i kapellets fönstersmygar. I januari 1666 erhöll Carlinus rödfärg och kimrök till tornets stoffering samt tran till grunden. Till vitlimning i kapellet upptar samma handling l tunna krita.
Inköp av i stort sett samma färgpigment redovisas i listorna över målningsmaterial för Carlinus och Hoppe. Båda synes ha varit verksamma som dekorationsmålare och arbetat efter förlagor. Hoppe erhöll material "till taaks måhlande i logementerna och taflors upspäningh och  målande". Hoppe har sannolikt utfört dekorationsmålning runt plafondmålningarna, som imiterar stuckutsmyckning. Hoppe var även verksam på Läckö slott, där slottets inventarium 1675 upptar två stora tavlor med framställningar av Diana med följe, målade av Hoppe. Således har han även utfört mer kvalificerad målning och han är sannolikt upphovsman till målningarna på läktarna. Hoppe arbetade enligt materiallistor även på Ekholmens slott.
De la Gardie anlitade sin franske hovkonterfejare Nicolas Vallari för den kvalificerade målningsutsmyckningen på slottet. På Venngarn pågick ännu 1681 målningsutsmyckning, då De la Gardie lät målaren Lorentz Wolter smycka Stora salen med målningar ur Disasagan, som kan knytas till Venngarn.

## Barockträdgården
Slottsbyggnaden ligger på krönet av en ås med stora nivåskillnader mellan gården och trädgårdarna. Man har kunnat utnyttja sluttningarna till terrassodlingar. Mittaxeln för slottet går nerför åsen, genom dalen och åter upp på en sluttning. Till den lantliga omgivningen med skogar, höjder, vattendrag och byggnaderna i byn är slottsanläggningen en kontrast. Venngarns barockpark skapades på 1600-talet, då Magnus Gabriel de la Gardie satsade på en skön omgivning till det gamla slottet. Parken ritades troligen av arkitekten Jean de la Vallée. I början av 2000-talet var parken helt igenvuxen och efter många år av förfall återbyggdes Venngarns slott till den skönhet det var på sina glansdagar. Idag är denna unika historiska miljö en vacker park där det finns många växtsamlingar och en nyplanterad köksträdgård.
Vid Venngarns slott finns idag den högklassiga terrasserad barockträdgård bevarad. Magnus Gabriel de la Gardie lät också anlägga barockträdgården, som sannolikt ritades av Jean de la Vallée. Vid själva anläggandet tror man att Olof Rudbeck den äldre varit behjälplig. Trädgården, som så småningom förföll, restaurerades delvis på 1930-talet. Venngarns trädgård med dess branta terrasseringar och alléer hör till Sveriges finaste minnen av 1600-talets trädgårdskonst.
Det fanns en trädgård på Venngarn redan från Gustav Vasas tid. Fältmarskalken Jakob de la Gardie arrenderade Venngarn år 1638 och han lade ner stora kostnader på egendomen och även trädgården. När hans son Magnus Gabriel de la Gardie fått egendomen år 1653 hade han stora planer för både byggnaden och trädgården. Det dröjde dock till början av 1660-talet innan han började arbetet med att omvandla den beﬁntliga trädgården efter arkitektoniska principer. Det var sannolikt Jean de la Vallée som upprättade generalplanen för trädgården. Olof Rudbeck den äldre i Uppsala, som var nära vän till de la Gardie, var bland annat specialist på växthus och han kom att få stort inﬂytande på den slutliga utformningen av trädgården.

## Bilder, barockens trädgårdskonst

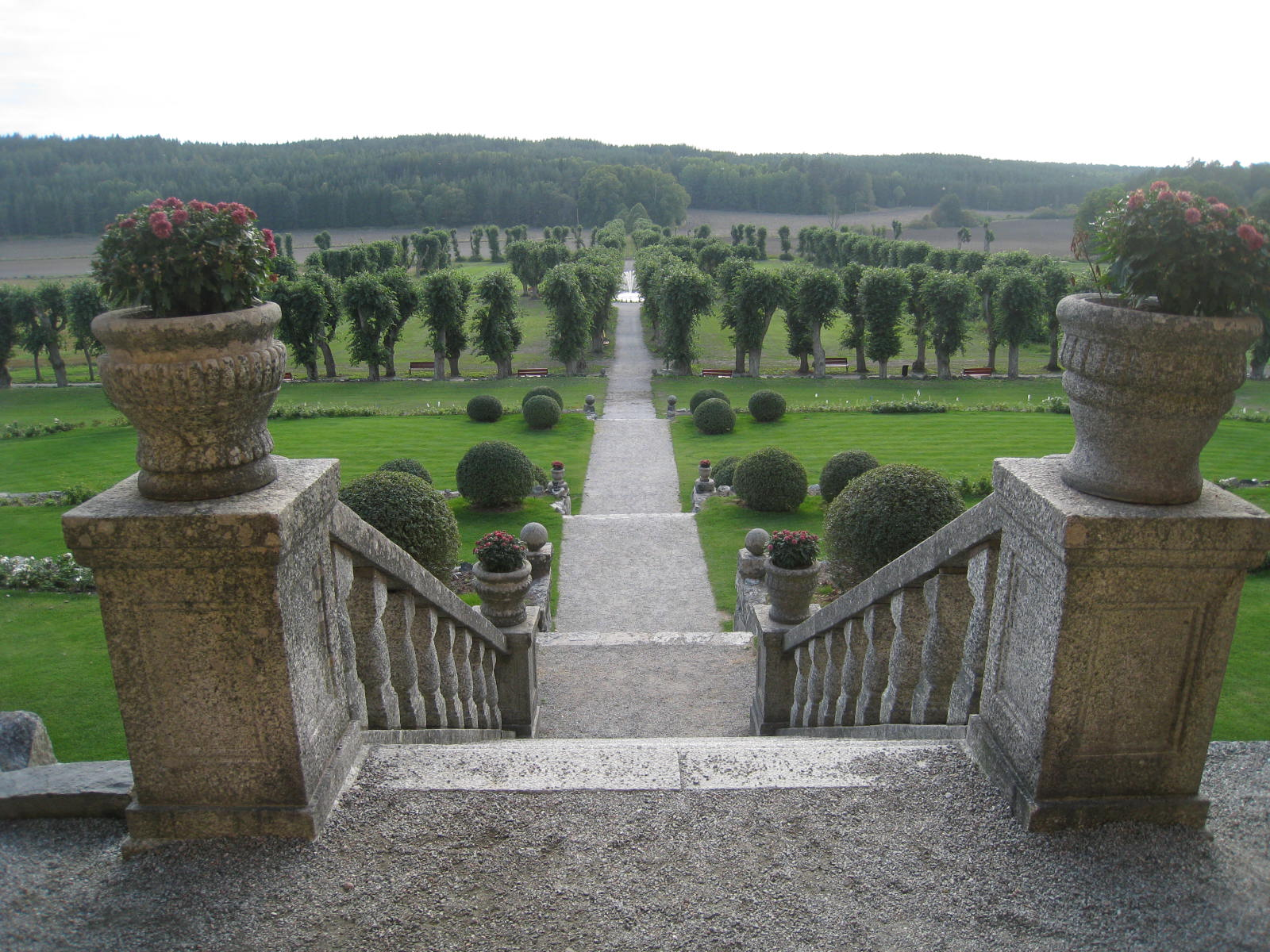
Jean de la Vallée skapade barockträdgården på Venngarn.
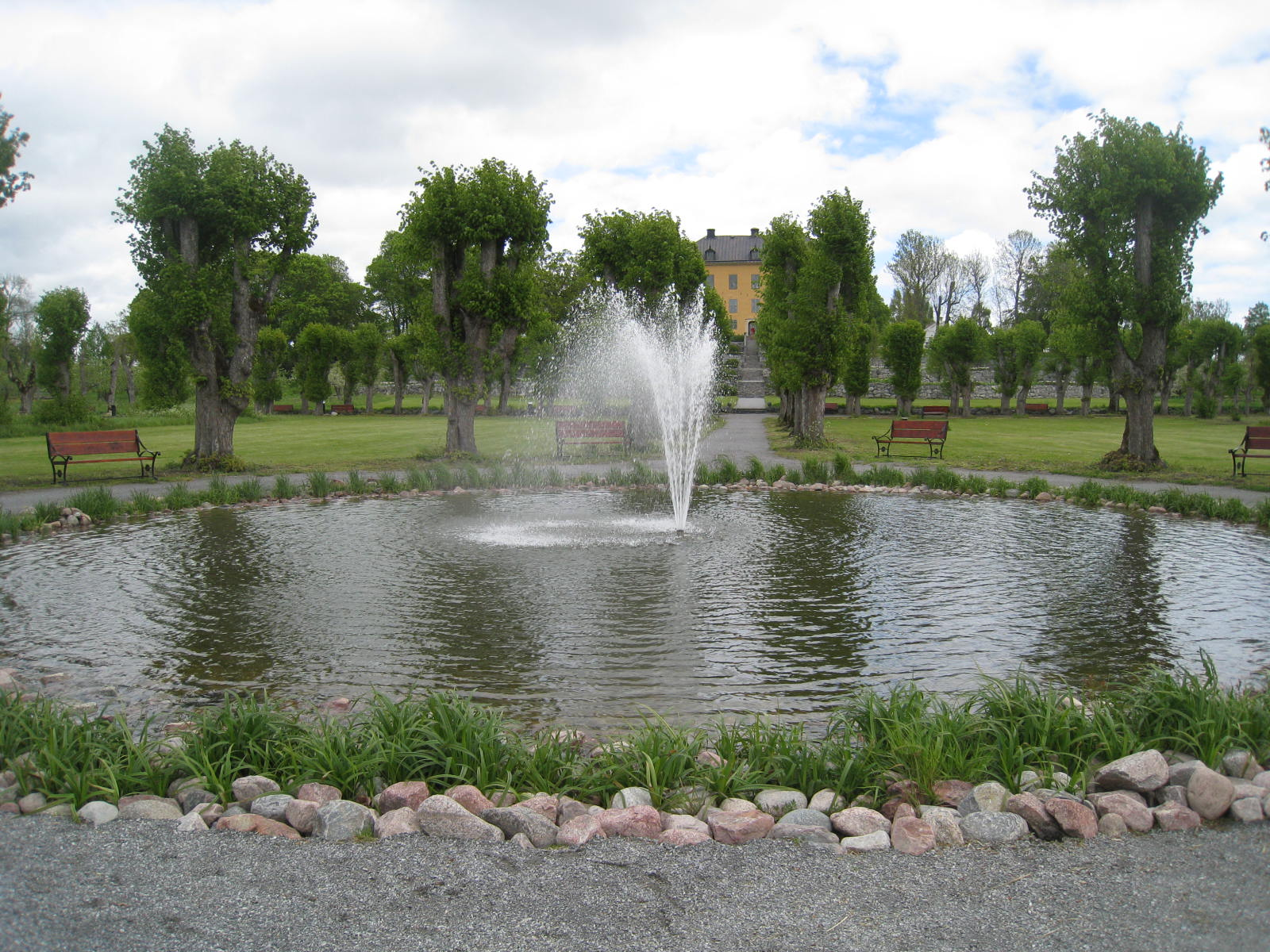
Fontänen avslutar parken.
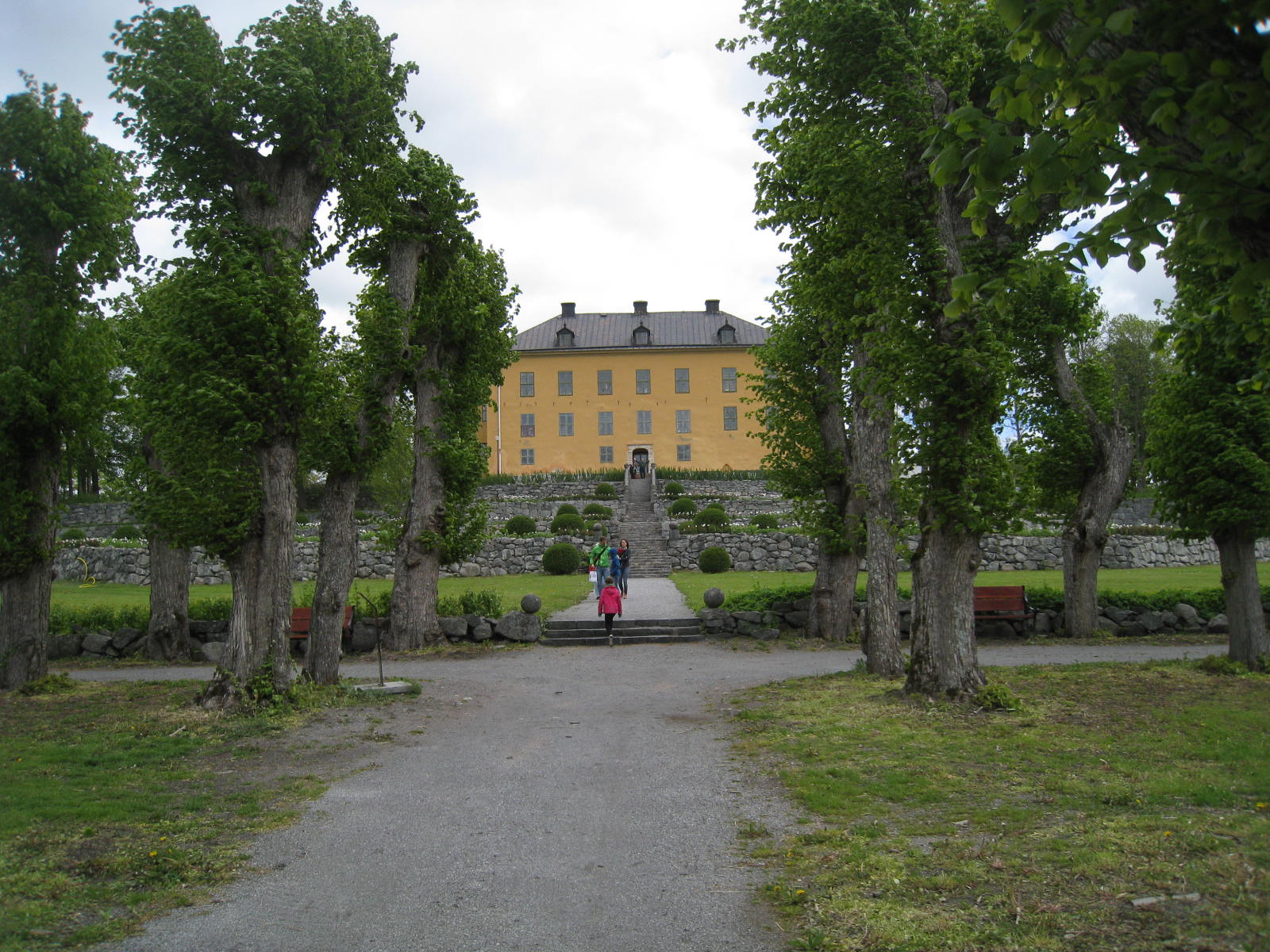
Vy från parken mot slottet, barockträdgården med sina koncentriska terrasser.
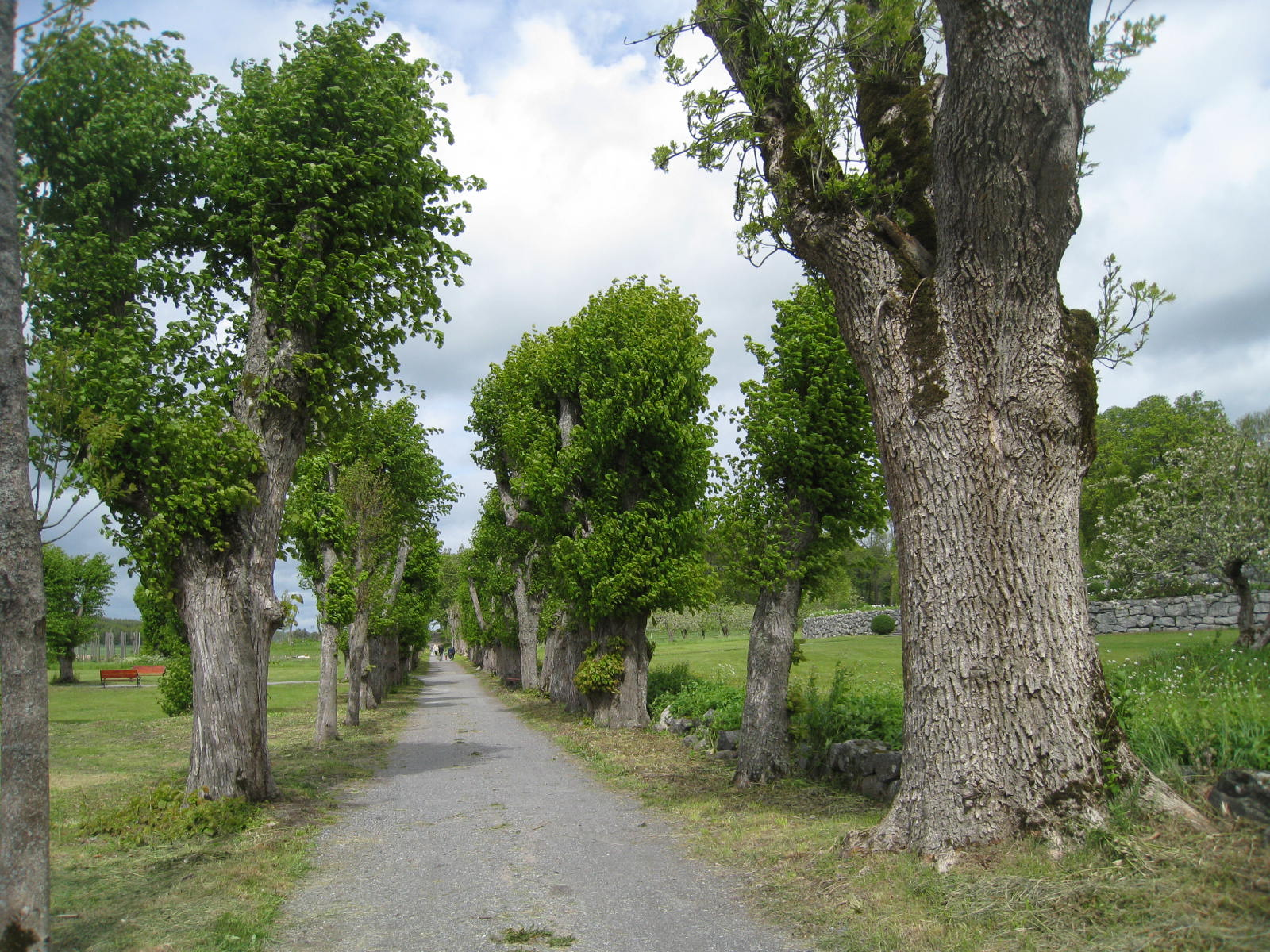
Lindallén planterades redan på 1600-talet.
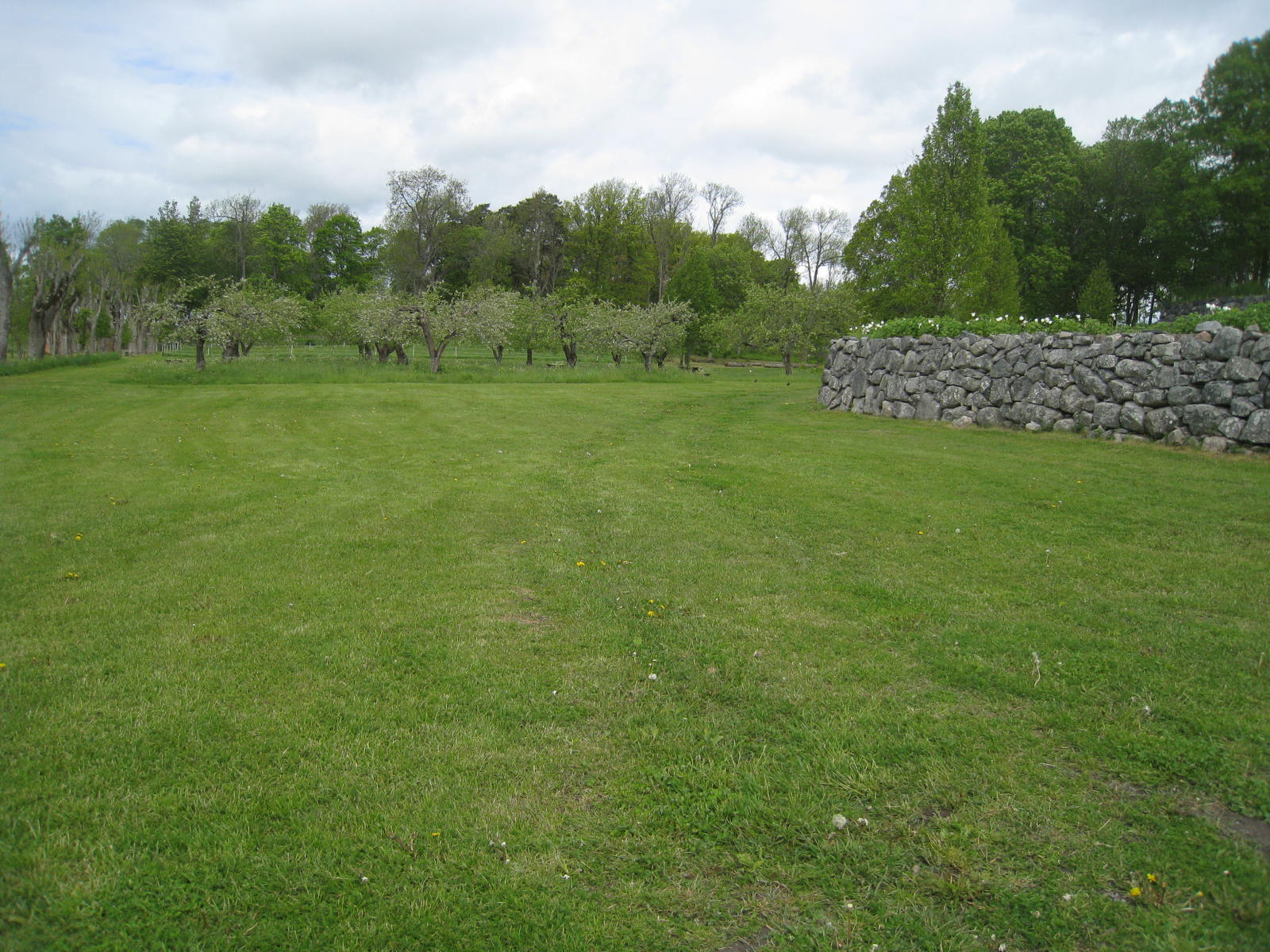
Vy mot norra äppelgården.
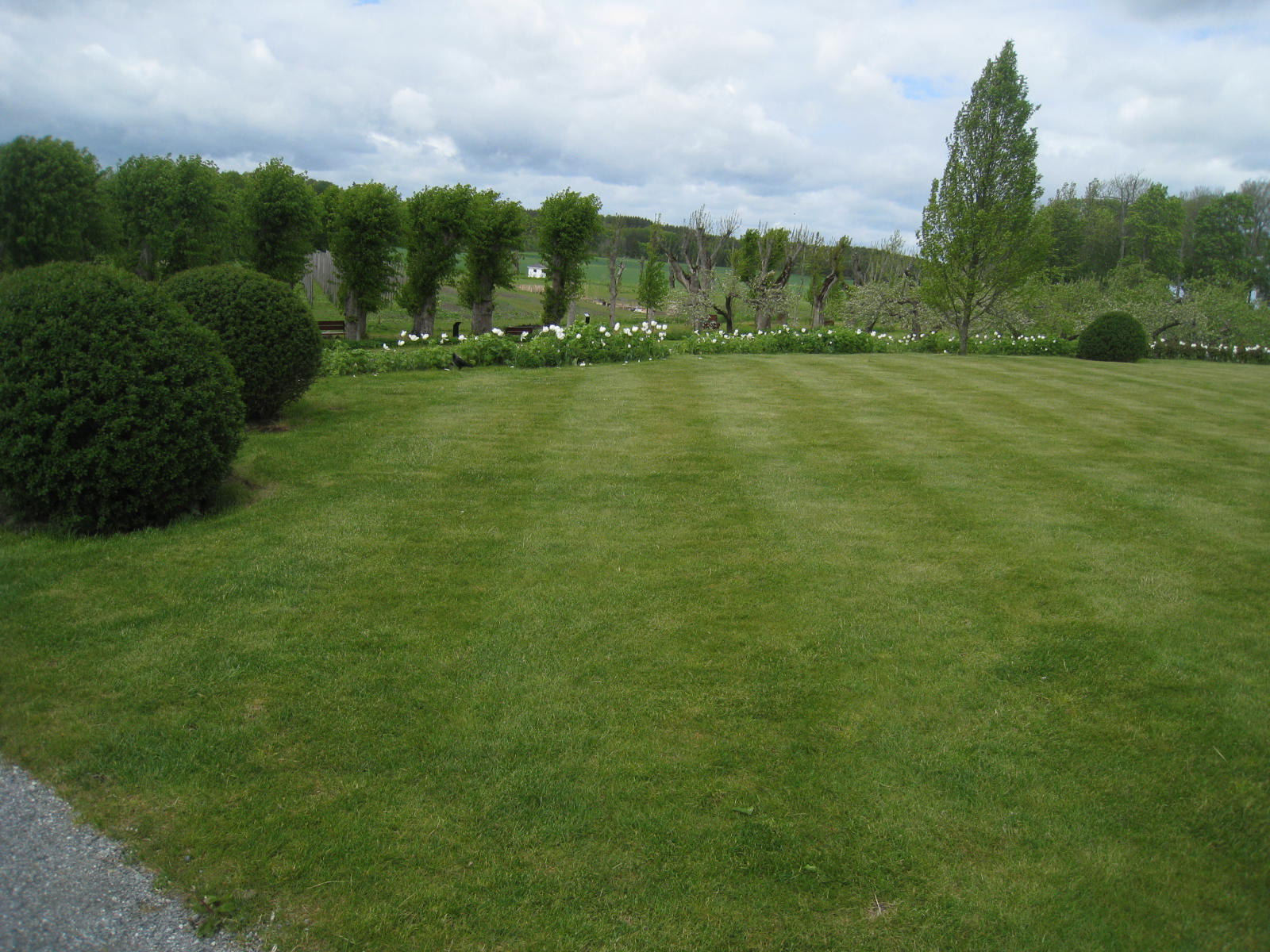
Vy mot gamla södra parken.

## Venngarns slott i Suecia Antiqua et Hodierna

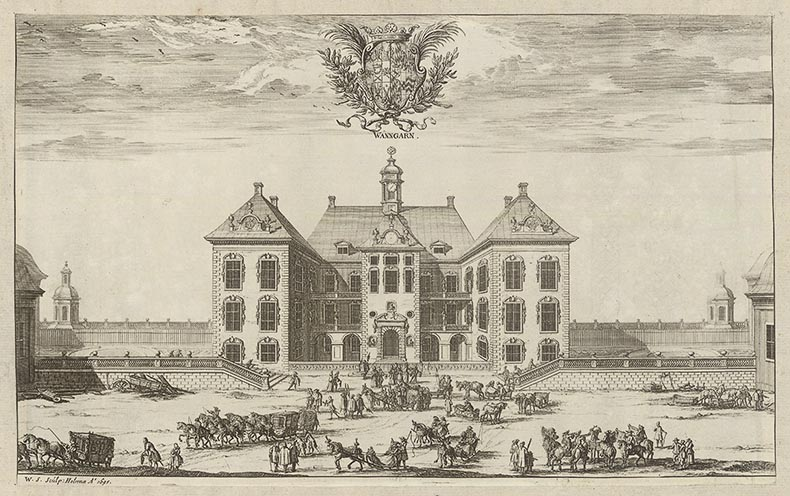
Venngarns slott ca 1695. Kopparstick av Willem Swidde i Suecia Antiqua et Hodierna.
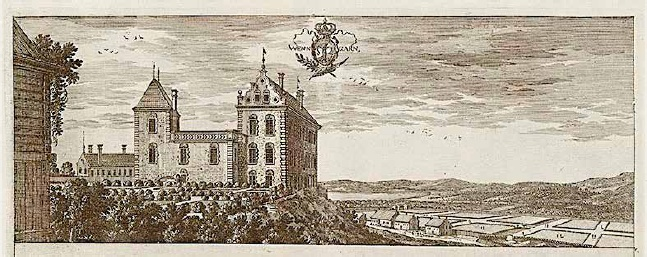
Slottet som det såg ut omkring 1695 innan Magnus Gabriel de la Gardie började omvandla både slott och trädgård. Kopparstick av Willem Swidde i Suecia Antiqua et Hodierna.
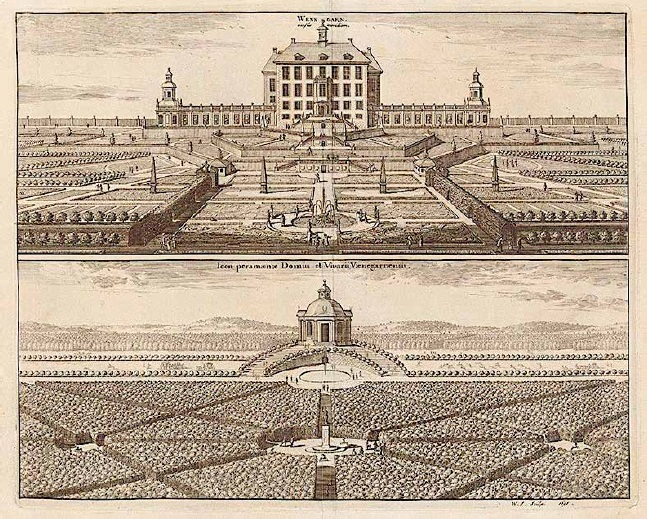
Den övre bilden visar slottet och trädgården i förgrunden, den nedre bilden visar Lilla Djurgården och lusthuset. Kopparstick av Willem Swidde i Suecia Antiqua et Hodierna, cirka 1695.
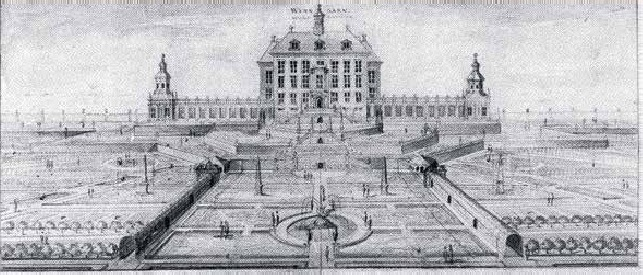
Venngarns slott från sydväst med parterren i förgrunden och de radiella spegeldammarna på vardera sidan. Kopparstick av Willem Swidde, cirka 1695. Renritad förlaga till Suecia Antiqua et Hodierna.